# 턱 거인
턱 거인(영어: Jaw Titan 저 타이든, 일본어: 顎の巨人, 아기토노 쿄진(직역: 턱의 거인) 독일어: Kiefertitan 키퍼티탄)은 만화 진격의 거인에 등장하는 거인들 중 한 명으로, 작중에서 현존하는 본체인 인간의 지성으로 움직이는 지능형 거인들인 아홉 거인 (九つの巨人, The Nine Titans) 중 한 명이다. 아홉 거인 중 최강의 경질화 강도와 차력 거인과 맞먹는 초고속 스피드, 엄청난 턱악력과 치악력을 자랑하는 스피드스터 포지션의 강습형 거인이다. 5m로 아홉 거인들 가운데 중위권의 키를 가졌으며 일곱 번째로 키가 크다. 현 소유자 및 계승자는 마레 제국 출신의 '유미르의 백성' 전사 후보생인 팔코 그라이스 (Falco Grice)이다.

## 능력

### 5m의 작은 키와 그에 반비례한 어마어마한 근육량
키는 5m로 10m는 가뿐히 넘는 인간형 아홉 거인들(60m급이라 체급으로 따지면 아홉 거인 중에서도 인외의 영역으로 치부되는 초대형 거인, 여성형 거인 (14m), 갑옷 거인 (15m), 진격의 거인 (15m), 짐승 거인 (17m), 전퇴의 거인 (추정상 15m))보다 체급이 왜소하다. 4m인 차력 거인과 맞먹는 키라 대 거인형 전투에서 불리할 수밖에 없는 최악의 신체 조건을 가졌지만, 소형 체구에 반비례하는 어마어마한 근육량과 괴력을 바탕으로 다른 거인들은 낼 수 없는 엄청난 점프력과 반사 신경, 최고속의 스피드 능력을 발휘할 수 있다. 

## 역대 계승자
턱 거인은 아홉 거인들 중 소유주 교체가 가장 많이, 빠르게 이루어지는 특이한 거인이다. 행적을 살피면 지금까지 마르셀 갤리어드, 유미르, 포르코 갤리어드, 그리고 이어서 팔코 그라이스로 총 네 명의 소유주들을 거쳐 갔다. 포르코의 세대에서 숙적 대 숙적으로 맞붙었던 진격의 거인이 에렌 크루거, 그리샤 예거를 거쳐 13년의 주기를 모두 채운 것과 대비되는 점이다. 마르셀이 843년쯤에 턱 거인을 계승하고, 2년 후쯤에 무구의 거인의 모습으로 파라디 섬 땅 밑에서 자고 있었던 유미르가 인간을 감지하고 기습해 깨어나 잡아 먹어서 2년 만에 소유주가 유미르로 바뀌게 되고, 이후 60년 만에 인간으로 돌아온 유미르가 5년 동안 갖고 있다가 정체를 드러낼 때 턱 거인의 힘을 사용한다. 유미르가 라이너와 베르톨트를 따라 마레로 돌아가기로 결심할 때 마르셀의 동생이자 전사대의 일원이던 포르코 갤리어드에게 돌아가고, 이후 포르코가 4년 간 갖고 있다가 에렌 예거로 인해 빈사 상태에 놓이고 죽기 직전 무구의 거인화한 팔코 그라이스에게 스스로 계승한다. 